# Fockea capensis
Fockea capensis es una especie de matorral suculento nativo de África, perteneciente al género Fockea, dentro de la familia Apocynaceae. Es endémica de la llamada Provincia del Cabo.

## Descripción

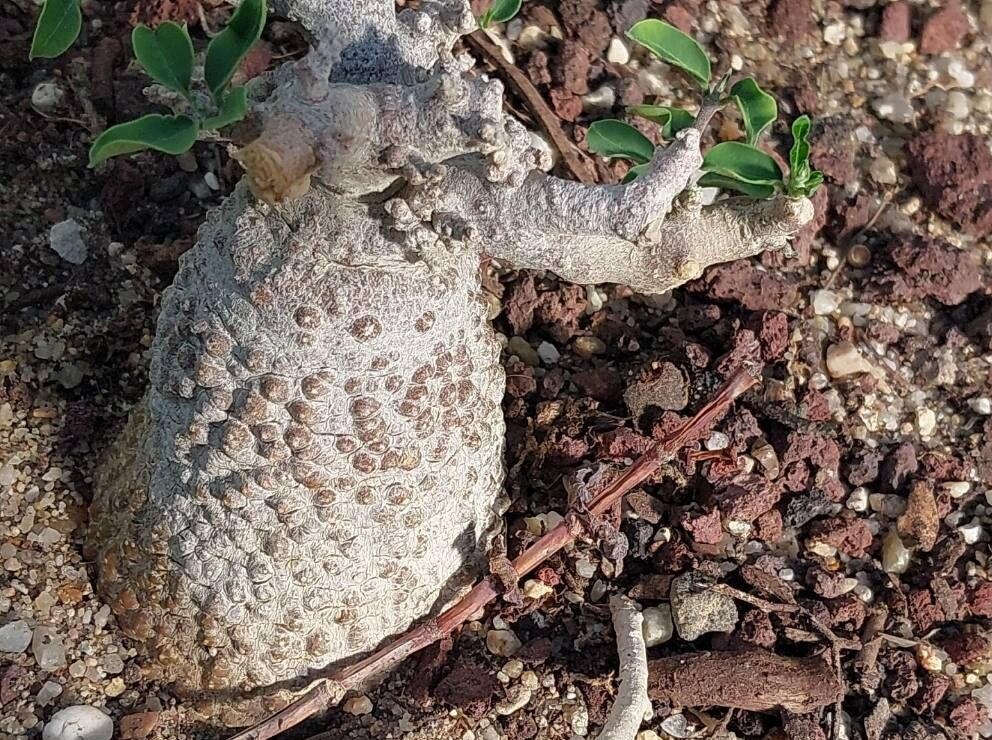
Detalle del tallo verrugoso

Fockea capensis es una planta caudiciforme que presenta tallos erectos o trepadores que crecen a partir de un tubérculo grande, gris y verrugoso. Presenta una savia lechosa que se dice que es venenosa. Por ello es conveniente evitar el contacto con la piel o los ojos.
El caudex bulboso suele estar oculto bajo tierra y puede alcanzar hasta 60 cm de diámetro. Los tallos trepan sobre cualquier soporte disponible y pueden crecer hasta 1 m de largo. Además presenta dos tipos de tallos: los tallos superiores son delgados, grises o marrones y peludos, mientras que los inferiores son cortos, gruesos, muy ramificados, grises y sin pelos. 
Las hojas son de color verde grisáceo, ovaladas, midiendo hasta 2 cm de largo y 0,4 1 cm de ancho. Están ligeramente dobladas longitudinalmente y, a menudo, con márgenes ondulados.
Las flores suelen aparecer en verano y pueden alcanzar hasta 1,5 cm de diámetro. Tienen forma de estrella con cinco lóbulos externos largos y retorcidos de color verde amarillento y unos diminutos lóbulos internos de color blanco. 
Además, esta especie es dioica, lo que significa que tiene flores masculinas y femeninas en ejemplares separados.

## Distribución y hábitat
El área de distribución nativa de esta especie es la llamada provincia del Cabo del sur de Sudáfrica y crece principalmente en el bioma subtropical estacionalmente seco. 

## Taxonomía
Fockea capensis fue descrita por el botánico austríaco Stephan Ladislaus Endlicher y publicada por primera vez en la revista científica Novarum Stirpium Decades: 17 en 1839.

Etimología
- Fockea: nombre genérico otorgado en honor al médico y naturalista alemán Gustav Woldemar Focke.
- capensis: epíteto geográfico que deriva de la Provincia del Cabo, una antigua provincia de Sudáfrica de donde esta especie es nativa. El sufijo -ensis es un sufijo de origen latino que se utiliza para indicar procedencia o ubicación.[3]

## Usos
Fockea capensis se cultiva principalmente como planta ornamental a partir de semillas, ya que la propagación vegetativa o por esquejes es difícil o imposible.

## Galería

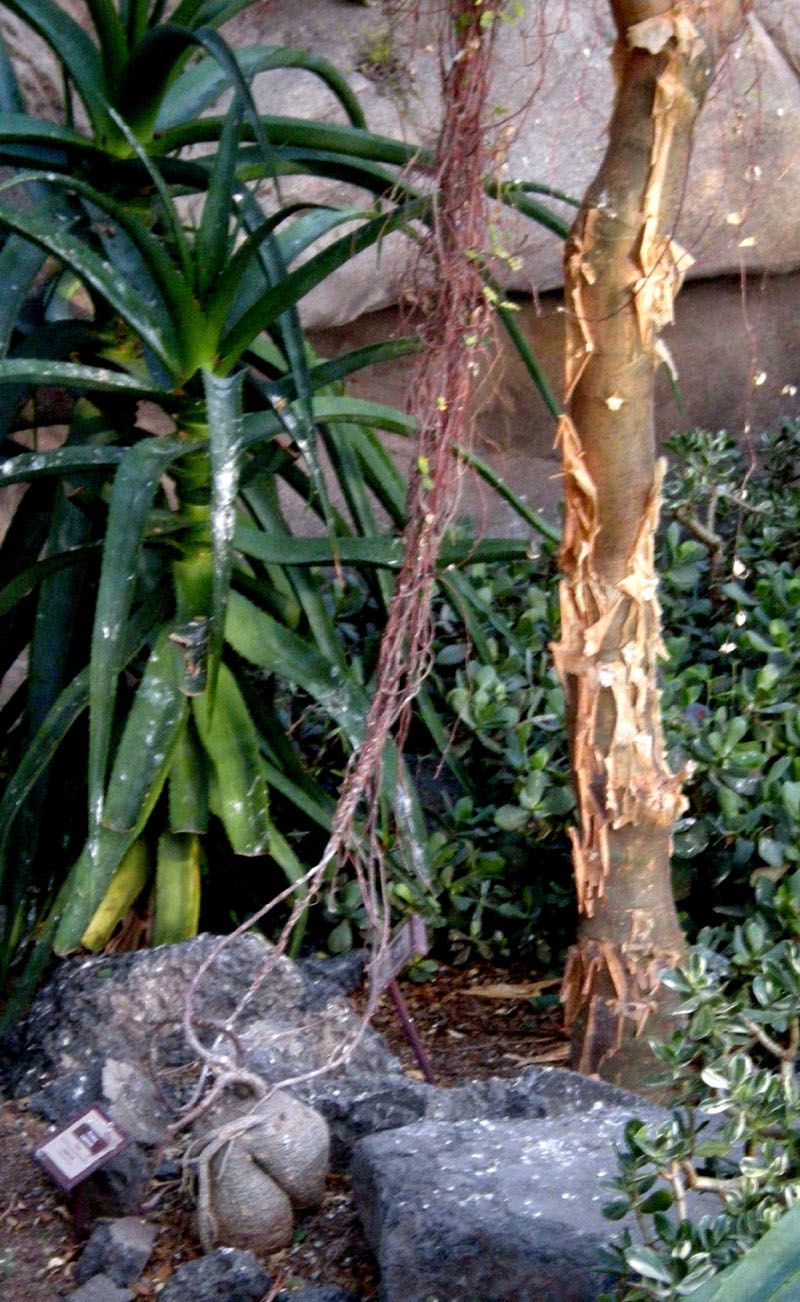
Tallo trepador
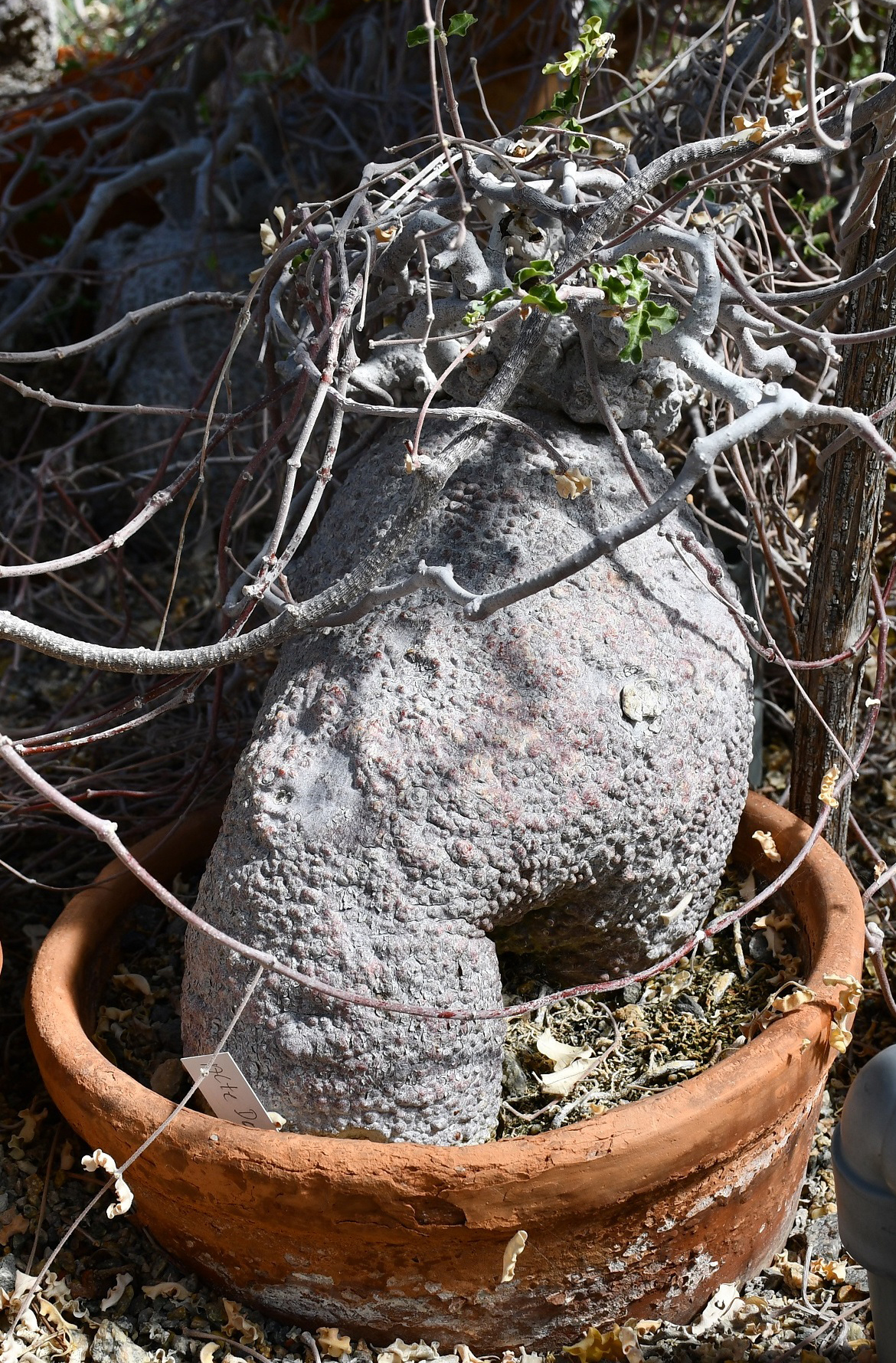
Cultivo en maceta
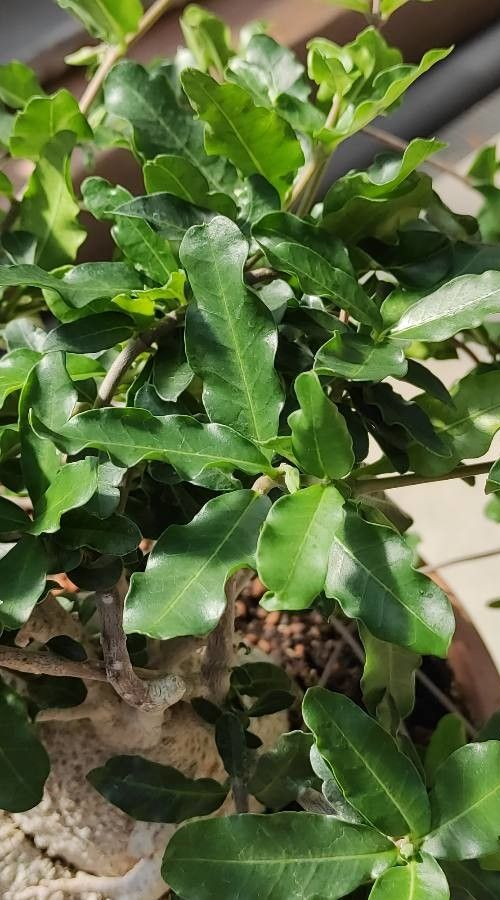
Detalle de las hojas
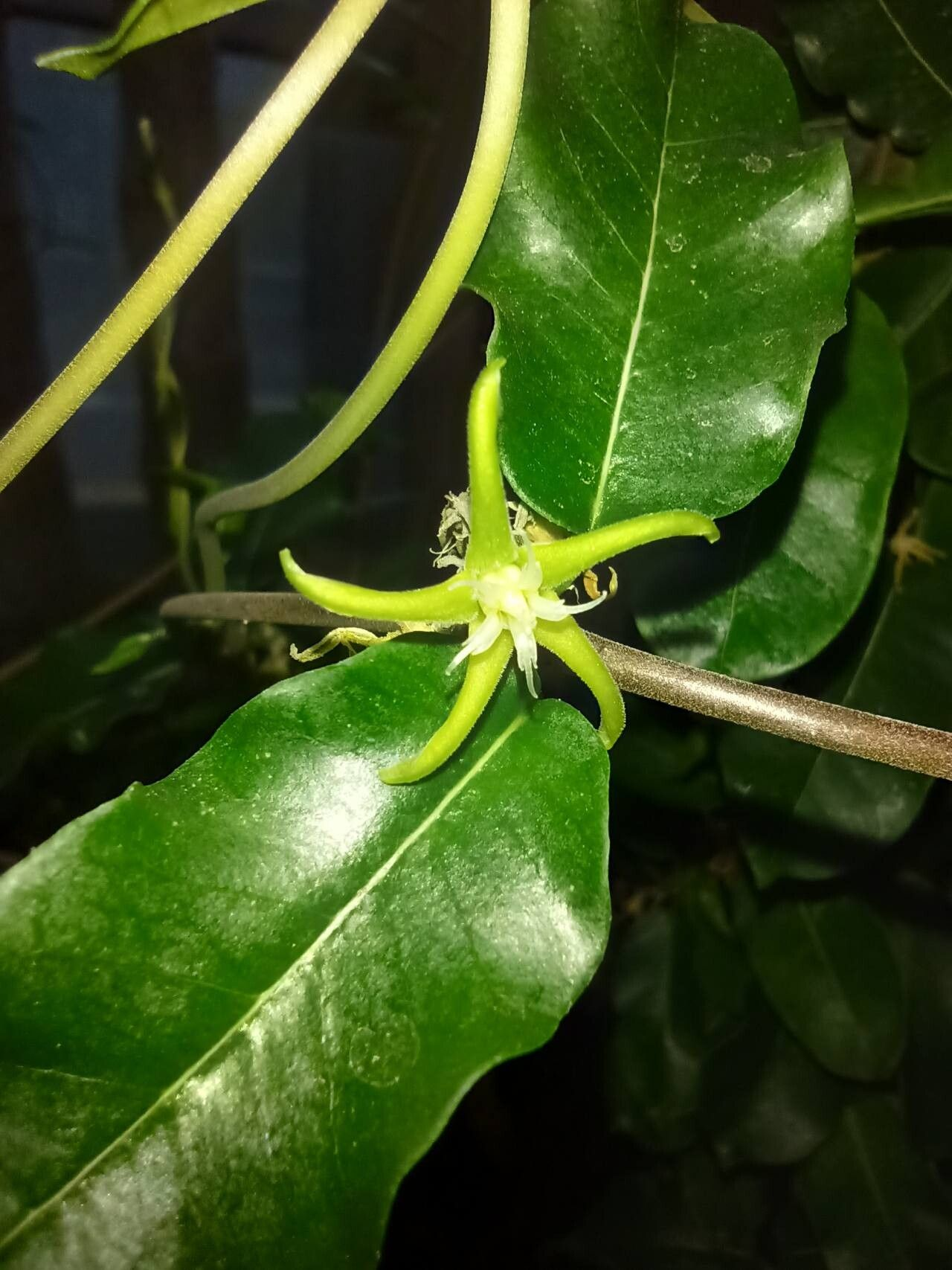
Detalle de la flor
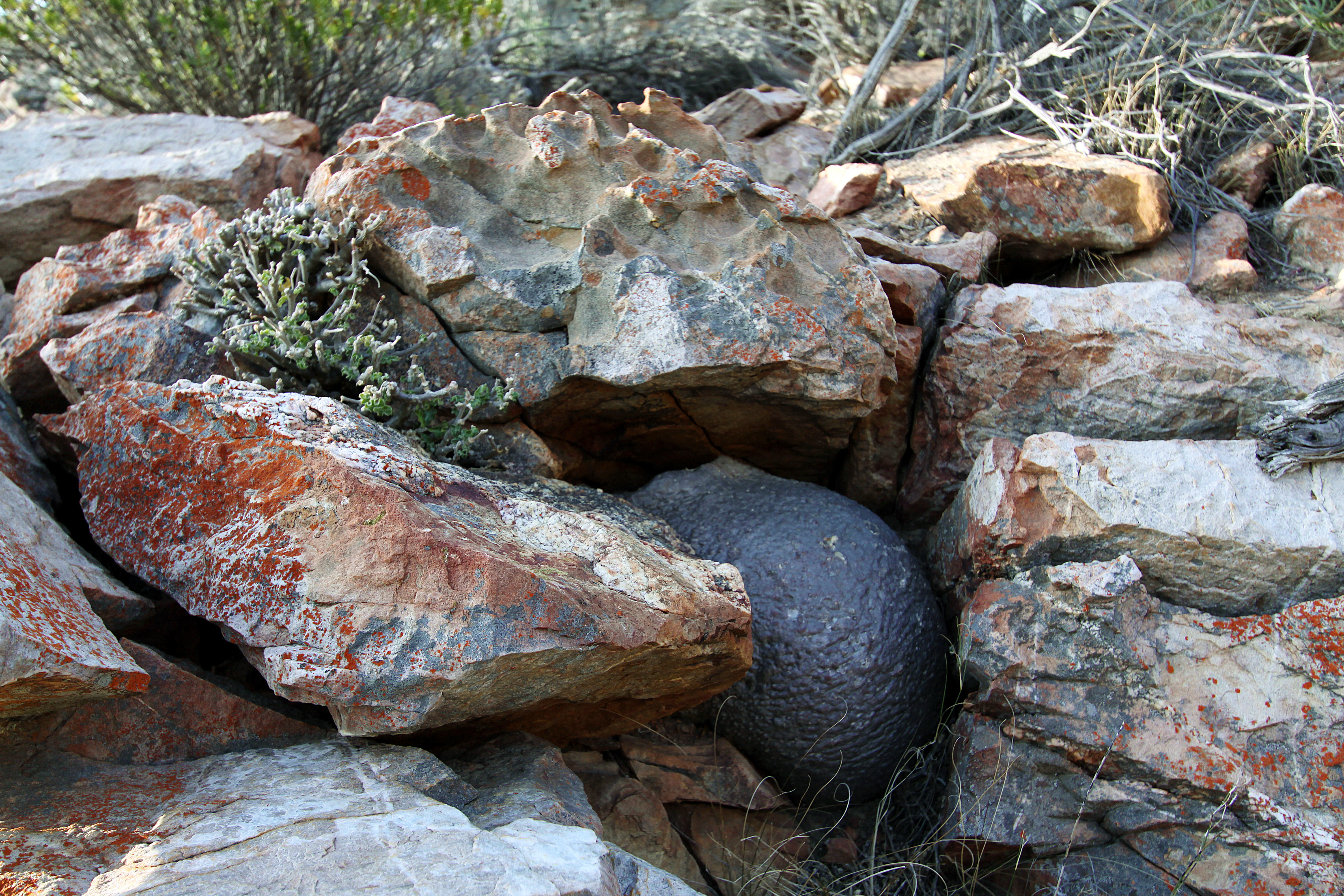
Tallo entre rocas